# Grammitis araucana
Grammitis araucana là một loài dương xỉ trong họ Polypodiaceae. Loài này được Phil. mô tả khoa học đầu tiên năm 1865.
Danh pháp khoa học của loài này chưa được làm sáng tỏ. 